# Sally von Kügelgen

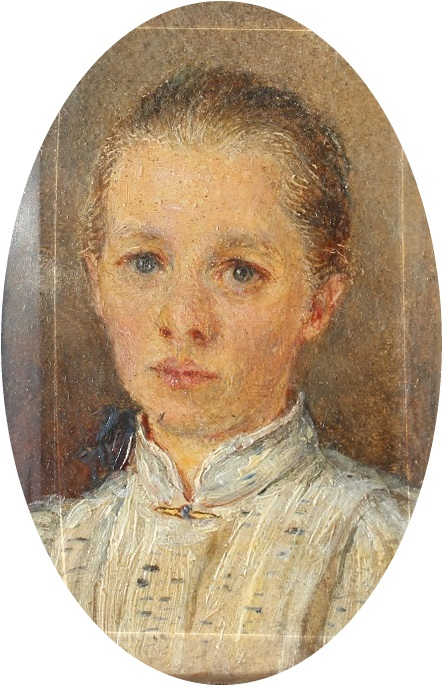
Selbstbildnis

Sally von Kügelgen (* 19. Februarjul. / 2. März 1860greg. in Dorpat; † 16. Oktober 1928 in Rom) war eine deutschbaltische Malerin.

## Leben und Werk
Sally (Sarah Berta Jenny) von Kügelgen wurde als Tochter des deutschbaltischen Landschaftsmalers Konstantin von Kügelgen (1810–1880) und dessen Frau Antonie (geborene von Maydell) geboren. Ihr Großvater war der deutsche Maler Karl von Kügelgen (1772–1832).
Sie lernte zunächst Malerei bei ihrem Vater. Anschließend nahm sie Unterricht bei Julie Wilhelmine Hagen-Schwarz (1824–1902). Sie vervollständigte ihr Können in Sankt Petersburg bei Iwan Kramskoi und als Gasthörerin der Kunstakademie.
Sally von Kügelgen lebte ab 1890 hauptsächlich in Rom. Sie besuchte vor allem in den Sommermonaten aber häufig ihre baltische Heimat.
Bekannt wurde sie durch ihre zahlreichen Porträts, aber auch durch Historienbilder und die Darstellung von Bibelszenen. Ihre bedeutendste Arbeit in Estland sind die Fresken über das Leben Christi in der Tallinner Karlskirche (Kaarli kirik). Sie entstanden 1889 nach Skizzen, die Carl Timoleon von Neff (1804–1876) eigentlich für die Isaakskathedrale in Sankt Petersburg entworfen hatte. Daneben schuf sie das Altargemälde der Kirche im livländischen Pilistvere.
Sally von Kügelgen blieb zeitlebens unverheiratet. Sie wurde auf dem Protestantischen Friedhof in Rom bestattet.

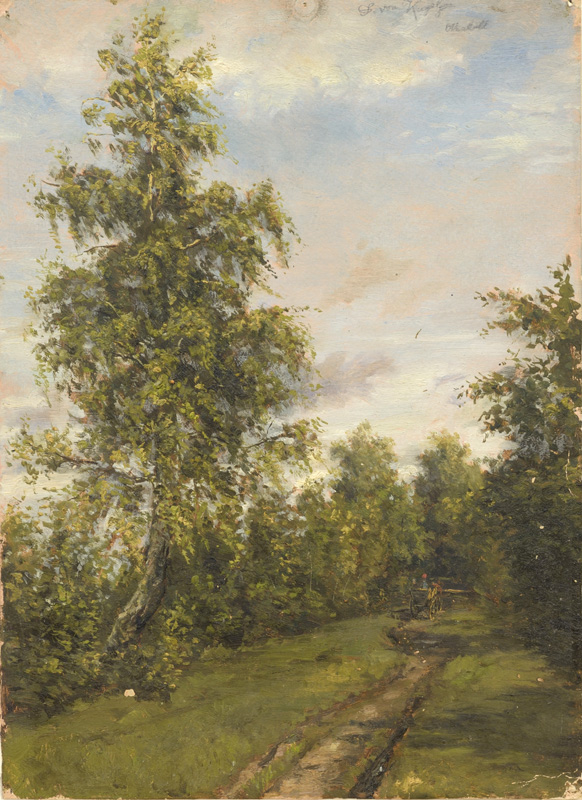
Waldlandschaft
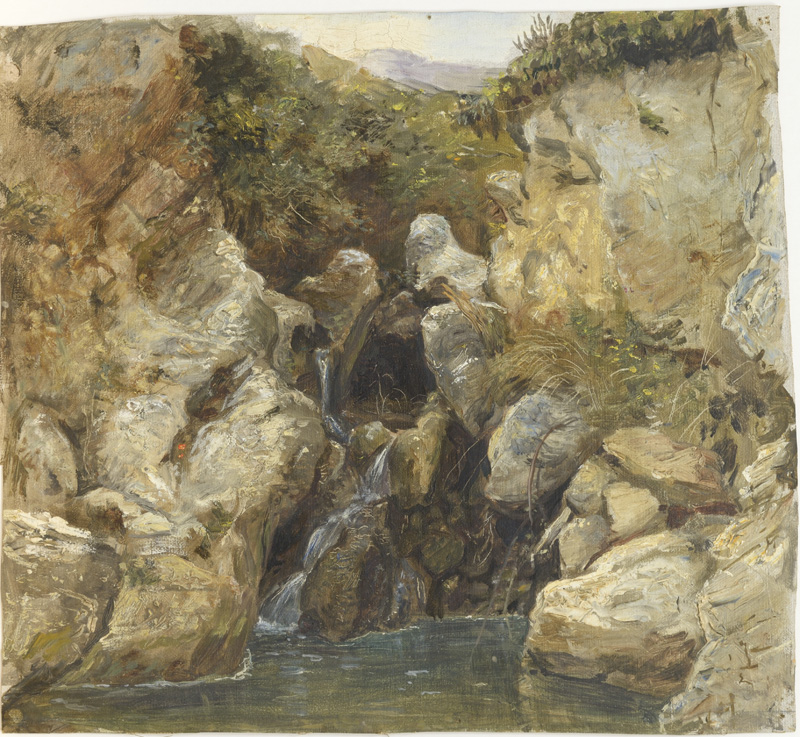
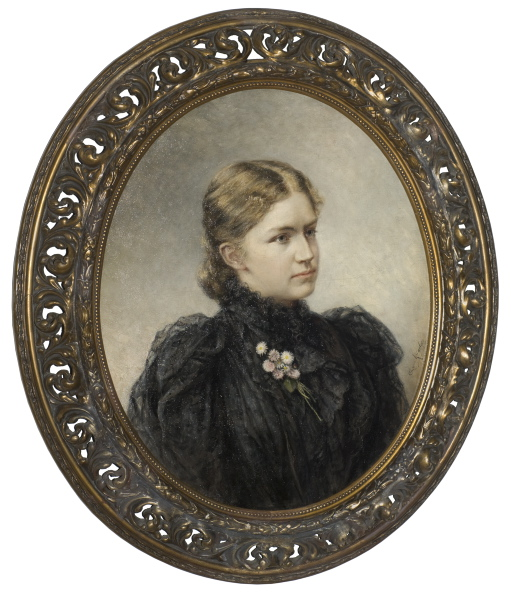
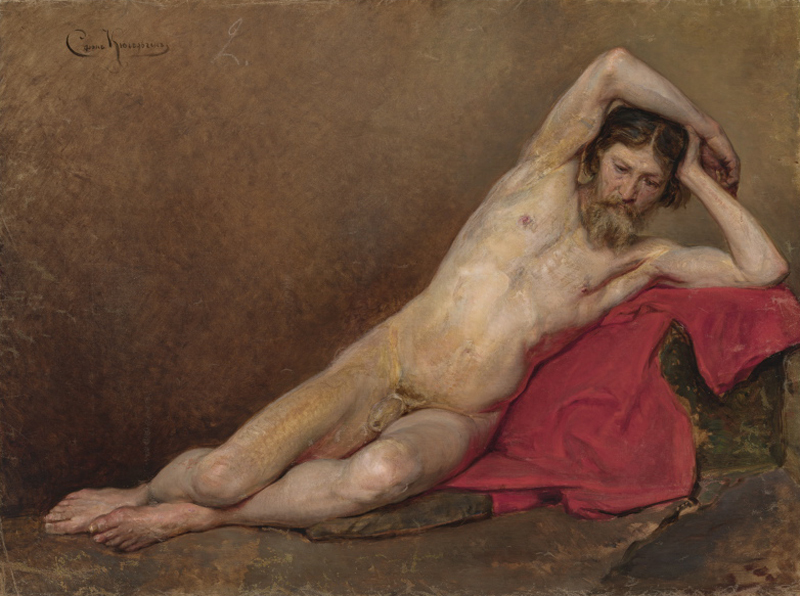
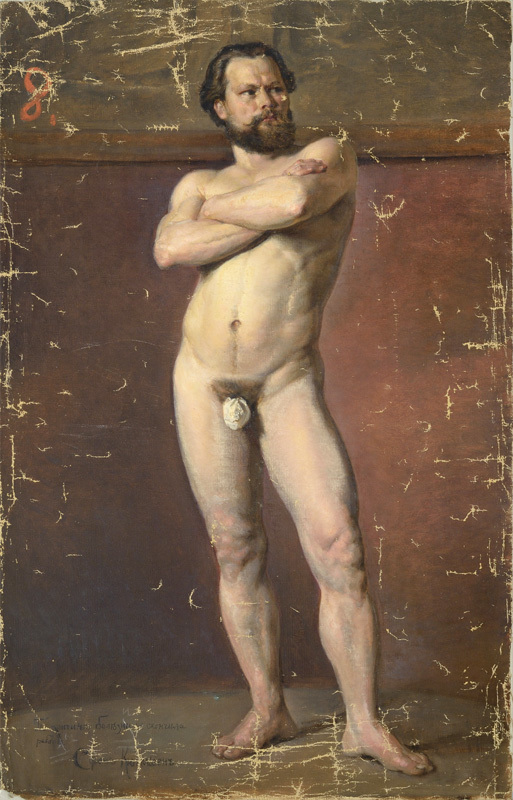
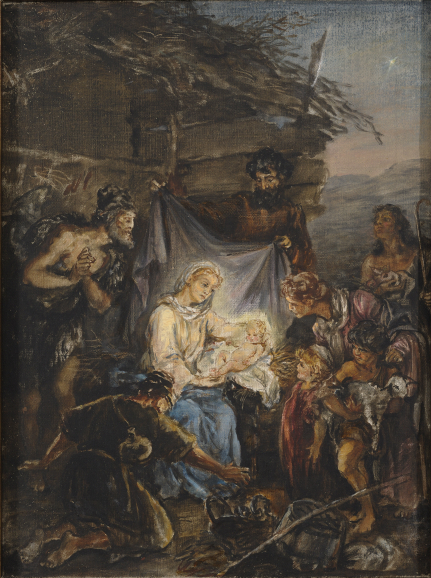
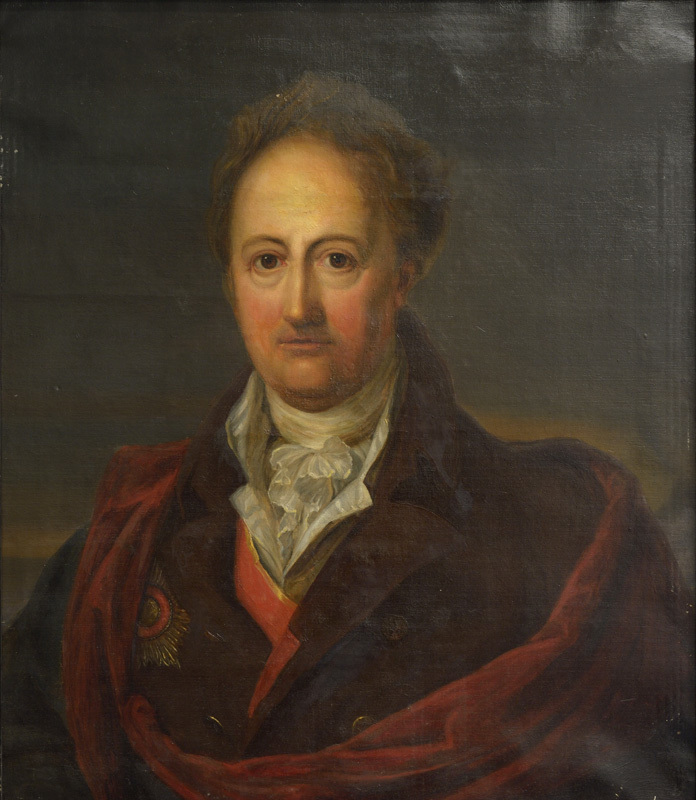
Johann Wolfgang von Goethe